# Баланкин, Александр Сергеевич
Алекса́ндр Сергее́вич Баланкин (англ. Alexander Balankin, род. 3 марта 1958, Долгопрудный) — российский и мексиканский физик, доктор физико-математических наук, лауреат премии ЮНЕСКО (2005) за вклад в развитие науки. Баланкин также удостоен серебряной медали имени Альберта Эйншейна за работы в области фрактальной механики.

## Биография
Александр Сергеевич Баланкин родился 3 марта 1958 года в г. Долгопрудный Московской области. Женат. Супруга — Фатимет Шхамбиевна Баланкина (до замужества Пшунетлева) родилась в Майкопе (ныне — столица Республики Адыгея в составе Российской Федерации). Дочь — Ася Александровна Баланкина — родилась в 1984 году в Москве, специалист в области международных финансов, живёт и работает в Мексике.
В 1981 году Александр Баланкин с отличием окончил Московский инженерно-физический институт (ныне Национальный исследовательский ядерный университет «МИФИ»). Там же защитил кандидатскую диссертацию по специальности «Физика твёрдого тела» (научный руководитель — профессор Владимир Фёдорович Елесин). После получения звания кандидата физико-математических наук в 1985 году, Александр Сергеевич работал в Военно-инженерной академии имени Дзержинского (ныне — Военная академия РВСН им. Петра Великого), где в 1991 году защитил докторскую диссертацию на специальную тему и был удостоен звания доктора физико-математических наук в возрасте 33 лет.
В июле 1992 года Александр Сергеевич принял приглашение крупнейшего частного университета Мексики (ITESM) и, став профессором этого университета, поселился в городе Мехико. В 1994 году Баланкин стал членом Мексиканской Академии наук, а Государственный комитет по аттестации научных работников Мексики присвоил ему звание "Национальный учёный Мексики высшей категории. В 1995 году по его инициативе и активном участии в университете была создана аспирантура по технологии материалов. В 1996 году Баланкин был признан лучшим преподавателем года по оценке студентов университета. В том же году получил премию Российской Академии наук и Международной академической издательской компании «Наука» за лучшую публикацию в издаемых ею журналх в 1995 году, а в 1996 году был награждён Премией имени Ромуло Гарса за достижения в области высоких технологий в Мексике.
B 1997 году Александр Сергеевич Баланкин стал профессором Национального Политехнического Института (en:National Polytechnic Institute), где возглавляет созданный им научно-исследовательсский центр по фрактальной механике. С 1997 по 2002 годы был членом Государственного комитета по аттестации научных работников и с 2006 по 2008 годы — членом апелляционной комиссии этого комитета. Баланкин — первый учёным не-мексиканского происхождения, ставший членом аттестационного комитета. Он — единственный иностранец, вошедший в состав комитета до получения мексиканского гражданства. В 2000 году А. С. Баланкин получил мексиканское гражданство, сохранив гражданство Российской Федерации. В период с 2001 по 2002 годы Баланкин был членом комитета по наградам Мексиканской академии наук. С 2000 по 2009 годы входил в различные научные советы, комитеты и комиссии Национального совета по науке и технике.
В 2002 году Баланкин был удостоен Национальной премии Мексики в области науки и искусства за работы имеющие прикладное значение для нефтедобычи и атомной энергетики в Мексике и вошёл в состав Консультативного совета по делам науки при президенте Мексики. В 2005 году Президент Мексики наградил его золотой медалью имени Лазаро Карденаса за выдающиеся заслуги в развитие науки и образования в Мексике. В том же году, Баланкин получил премию ЮНЕСКО за пионерские работы в области фрактальной механики и стал кавалером серебряная медали имени Альберта Эйншейна. В 2006 году Александр Сергеевич был награждён Ассоциацией выпускников Национального Политехнического Института медалью имени Амалии Солорзано де Карденаc за выдающийся вклад в развитие этого института (Баланкин единственный кавалер этой медали не являющийся выпускником Национального политехнического института Мексики — это исключение было оформлено специальным постановлением Президиума Ассоциации выпускников). В 2009 году Баланкин стал лауреатом Международной премии за вклад в развитие науки.
В 2006—2007 годах был членом инициативной группы по организации соотечественников в Мексике после создания которой в 2008 году был избран членом координационного совета. Был представителем российской диаспоры Мексики на втором Всемирном конгрессе соотечественников (Санкт-Петербург, 2006) и первом региональном конгрессе соотечественников в Латинской Америке (Сан-Паулу, Бразилия, 2007).

## Научные достижения

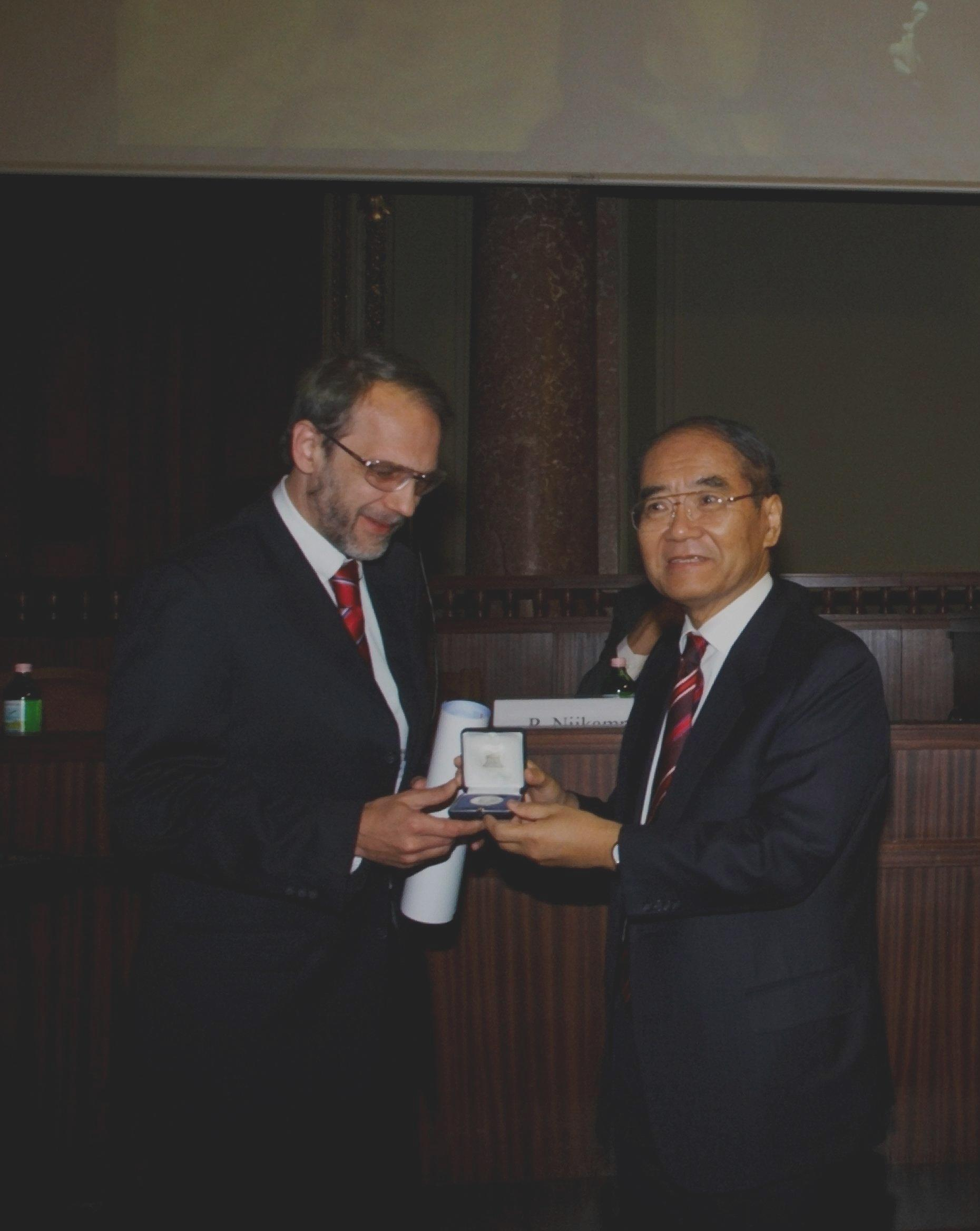
Генеральный директор ЮНЕСКО Коитиро Мацуура вручает Баланкину Серебряную Медаль имени Альберта Эйнштейна (Будапешт, 2005).

Александр Сергеевич Баланкин — автор и соавтор более 250 научных трудов, в том числе 3 монографии, 2 учебника, 8 патентов (смотри СО) и 130 публикаций в реферируемых научных журналах. Наиболее известные работы посвящены исследованию поведения сложных систем различной природы (инженерных, экономических и социальных). Наиболее известные его работы посвящены исследованию поведения сложных систем различной природы. Ему так же принадлежит ряд фундаментальные приоритетных результатов в области фрактальной механики. В частности им выполнены пионерские работы по исследованию флуктуаций сейсмической активности в Мексике имеющих важное значение при интерпретации сейсмических данных. B 2000 году руководил разработкой новой программы технического обслуживания корпуса реактора на атомной электростанции «Laguna Verde» (Мексика). Одновременно, в период с 1997 по 2009 годы Баланкин руководил рядом научно-исследовательских проектов связанных с добычей нефти и разработкой новых материалов. Кроме того, он является научным консультантом Мексиканского Института нефти и мексиканской нефтяной компании ПЕМЕКС.
После нашумевших выборов Президента Мексики в 2006 году Баланкин разрабатывает принципиально новый метод предварительного определения итогов голосования с ошибкой меньше одного процента в день выборов. Этот метод, получивший название динамического счёта (es:Conteos dinámicos) был запатентован Баланкиным совместно с одним из своих учеников. В январе 2009 года Генеральная ассамблея избирательной комиссии города Мехико утвердила использования метода динамического счёта на муниципальных выборах. Впервые этот метод был официально применён 5 июля 2009 года на муниципальных выборах в столице Мексики. В 2010 году метод будет использован на выборах губернаторов в 10 штатах Мексики. В дальнейшем предполагается использование метода динамического счёта на выборах Президента Мексики в 2012 году вместо традиционно используемого эксит-полл.
В 1997 году Баланкин участвовал в создании аспирантуры по инженерной механике, а в 2007 году руководил созданием аспирантуры по исследованию сложных систем. За время работы в Мексике Баланкин подготовил 24 докторов наук (Ph.D) и 15 магистров (MS).

## Книги
- Иванова В. С., Баланкин А. С., Бунин И. Ж., Оксогоев А. А. Синергетика и фракталы в материаловедении. — М.: Наука, 1994. — 384 с.
- Лазарев  В. Б., Баланкин А. С.,  Изотов А. Д., Кожушко А. А. Структурная устойчивость и динамическая прочность неорганических материалов. — М.: Наука, 1993. — 176 с.
- Баланкин А. С. Синергетика деформируемого тела. — М.: Изд-во Министерства обороны СССР, 1991. — 404 с.
- Баланкин А. С., Любомудров А. А., Севрюков И. Т. Физика сверхскоростного удара. — М.: Изд-во Министерства обороны СССР, 1989. — 384 с.
- Баланкин А. С., Любомудров А. А., Севрюков И. Т. Кинетическая теория кумулятивного бронепробивания. — М.: Изд-во Министерства обороны СССР, 1989. — 271 с.

## Избранные стати
- A. S. Balankin and B. E. Elizarraraz. Hydrodynamics of fractal continuum flow (англ.) // Physical Review E : journal. — 2012. — 13 February (vol. 85, no. 2). — P. 025302. — doi:10.1103/PhysRevE.85.025302. — Bibcode: 2012PhRvE..85b5302B.
- A. S. Balankin and B. E. Elizarraraz. Map of fluid flow in fractal porous medium into fractal continuum flow (англ.) // Physical Review E : journal. — 2012. — 5 May (vol. 85, no. 5). — P. 056314. — doi:10.1103/ PhysRevE.85.056314. — Bibcode: 2012PhRvE..85e6314B.
- A. S. Balankin, E. García Otamendi, D. Samayoa, J. Patiño, and M. A. Rodríguez. Depinning and creeplike motion of wetting fronts in weakly vibrated granular media (англ.) // Physical Review E : journal. — 2012. — 23 March (vol. 85, no. 3). — P. 036313. — doi:10.1103/ PhysRevE.85.036313. — Bibcode: 2012PhRvE..85c6313B.
- A. S. Balankin, O. Susarrey Huerta, F. Hernández Méndez, and J. Patiño Ortiz. Slow dynamics of stress and strain relaxation in randomly crumpled elasto-plastic sheets (англ.) // Physical Review E : journal. — 2011. — 9 August (vol. 83, no. 2). — P. 021118. — doi:10.1103/PhysRevE.84.021118. — Bibcode: 2011PhRvE..84b1118B.
- A. S. Balankin, S. Matías Gutierres, D. Samayoa Ochoa, and J. Patiño Ortiz. Slow kinetics of water escape from randomly folded foils (англ.) // Physical Review E : journal. — 2011. — 17 March (vol. 83, no. 2). — P. 036310. — doi:10.1103/PhysRevE.83.036310. — Bibcode: 2011PhRvE..83c6310B.
- A. S. Balankin, M. Á. Martínez Cruz, A. Trejo Martínez. Effect of initial concentration and spatial heterogeneity of active agent distribution on opinion dynamics (англ.) // Physica A[англ.] : journal. — 2011. — 12 June (vol. 390, no. 21—22). — P. 3876—3887. — doi:10.1016/j.physa.2011.05.034. — Bibcode: 2011PhyA..390.3876B.
- Balankin A. S. Samayoa D., Andrés I., Patiño J., and Martínez M. A. Fractal topology of hand-crumpled paper (недоступная ссылка) / Physical Review E, V. 81, No. 6, pp. 061126/1-8 (2010).
- A. S. Balankin, D. Morales Matamoros, J. Patiño Ortiz, M. Patiño Ortiz, E. Pineda León, and D. Samayoa Ochoa. Scaling dynamics of seismic activity fluctuations (англ.) // Physical Review E : journal. — 2009. — 2 February (vol. 85, no. 3). — P. 39001. — doi:10.1209/0295-5075/85/39001. — Bibcode: 2009EL.....8539001B.
- A. S. Balankin, D. Morales Matamoros, E. Pineda León, A. Horta Rangel, M. Á. Martínez Cruz, and D. Samayoa Ochoa. Topological crossovers in the forced folding of self-avoiding matter (англ.) // Physica A[англ.] : journal. — 2009. — 23 May (vol. 388, no. 9). — P. 1780—1790. — doi:10.1016/j.physa.2009.01.021. — Bibcode: 2009PhyA..388.1780B.
- Balankin A. S. and Susarrey O. Entropic rigidity of a crumpling network in a randomly folded thin sheet (недоступная ссылка) / Physical Review E, V. 77, No. 5, pp. 051124/1-8 (2008).
- Balankin A. S., Garcia R., Susarrey O., Morales D., Castrejon F. Kinetic Roughening and Pinning of Two Coupled Interfaces in Disordered Media (недоступная ссылка). — Physical Review Letters, V. 96, No. 5, pp. 056101/1-4 (2006).
- Balankin A. S., Susarrey O., Marquez G. J. Scaling properties of pinned interfaces in fractal media. — Physical Review Letters, V. 90, No. 9, (2003).
- Oleschko K., Korvin G., Balankin A. S., Khachaturov R., Flores D., Figueroa B., Urrutia F., Brambila P. F. Fractal scattering of microwaves from soils — Physical Review Letters, V. 89, No. 18, pp. 188501/1-4 (2002).
- Balankin A. S. Dynamic scaling approach to study time series fluctuations (недоступная ссылка). — Physical Review E, V. 76, No. 5, pp. 056120/1-7 (2007).
- Balankin A. S., Samayoa D., Pineda León E., Montes de Oca R. C., Horta Rangel A. and Martínez Cruz M. Á. Power law scaling of lateral deformations with universal Poisson’s index for randomly folded thin sheets (недоступная ссылка). — Physical Review B, V. 77, No. 12, pp. 125421/1-5 (2008).
- Balankin A. S., Montes de Oca R. C., Samayoa D. Intrinsically anomalous self-similarity of randomly folded matter (недоступная ссылка) — Physical Review E, V. 76, No. 3, pp. 032101/1-4 (2007).
- Balankin A. S., Garcia R., Susarrey O., Morales D., Castrejon F. Scaling properties of randomly folded plastic sheets (недоступная ссылка) — Physical Review E, V. 75, No. 5, pp. 051117/1-3 (2007).
- Balankin A. S., Susarrey O., Montes de Oca R. C., Samayoa D., Trinidad J. M., Mendoza M. A. Intrinsically anomalous roughness of randomly crumpled thin sheets (недоступная ссылка). — Physical Review E, V. 74, No. 6, pp. 061602/1-7 (2006).
- Balankin A. S., Garcia R., Susarrey O., Morales D., Castrejon F. Self-similar roughening of drying wet paper (недоступная ссылка). — Physical Review E, V. 73, No. 6, pp. 065105/1-4 (2006).
- Balankin A. S., Susarrey O., Garcia R., Morales L., Samayoa D., Lopez J. A. Intrinsically anomalous roughness of admissible crack traces in concrete (недоступная ссылка). — Physical Review E, V. 72, No. 6, pp. 065101/1-4 (2005).
- Balankin A. S., Morales D. Anomalous roughness with system-size-dependent local roughness exponent (недоступная ссылка). — Physical Review E, V. 71, No. 5, pp. 056102/1-8 (2005).
- Balankin A. S., Morales D. Anomalous roughness of turbulent interfaces with system size dependent local roughness exponent. — Physics Letters A, V. 339, No.1/2, pp. 23–32 (2005).
- Balankin A. S., Morales O. Devil’s staircase-like behavior of the range of random time series with record-breaking fluctuations (недоступная ссылка). — Physical Review E, V. 71, No. 6, pp. 065106/1-4 (2005).
- Balankin A. S., Morales M. O., Gálvez M. E., Pérez A. A. Crossover from antipersistent to persistent behavior in time series possessing the generalized dynamic scaling law. — Physical Review E, V. 69, No. 3, pp. 036121/1-7 (2004).
- Martínez J., Samayoa D., Hernández E., Silva Lomelí J., Susarrey O.,Balankin A. S. Probabilistic fracture mechanics: application in reactor pressure vessels and oil pipelines. — Revista Mexicana de Física, V. 51, No. S1, pp. 19–29 (2005).
- López T., Rojas F., Alexander R., Galindo F., Balankin A. S., Buljan A. Porosity, structural and fractal study of sol-gel TiO2-CeO2 mixed oxides. — Journal of Solid State Chemistry, V. 177, No. 6, pp. 1873–1885 (2004).
- Oleschko K., Korvin G., Figueroa B., Vuelvas M. A., Balankin A. S., Flores L. and Carreón D. Fractal radar scattering from soil. — Physical Review E, V.67, pp. 041401–041412 (2003).
- Balankin A. S., López T., Alexander-Katz R., Córdova A., Susarrey O. and Montiel R. Phosphate Alumina Process by Sol-Gel: Textural and Fractal Properties, and Meso-porosity effects. — Langmuir, V. 19, No. 9, pp. 3628–3634 (2003).
- Balankin A. S., Gonzáles V., Hernandez E., Silva J., Martinez J. Probabilistic fracture mechanics analysis of nuclear reactor pressure vessel integrity. — The Mexican Journal of Electromechanical Engineering, V. 7, No. 3, 161—180 (2003).
- Balankin A. S., Susarrey O., Hernandez L. H., Urriolagoitia C. G. Self-affine nature of the stress-strain behavior of an elastic fractal network. — Physics Letters A, V. 297, pp. 376–386 (2002).
- Balankin A. S., Susarrey O., Bravo A. Self-affine Nature of the Stress-Strain Behavior of Thin Fiber Networks. — Physical Review E, V. 64, pp. 066131/1-4 (2001).
- Balankin A. S. Physics of fracture and mechanics of self-affine cracks (недоступная ссылка). — Engineering Fracture Mechanics, V. 57, No. 2/3, pp. 135–203 (1997).
- Balankin A. S. Models of self-affine cracks in brittle and ductile materials. — Philosophical Magazine Letters, V. 74, No. 6, pp. 415–422 (1996).
- Balankin A. S. Elastic behavior of materials with multifractal structures. — Physical Review B, V. 53, No. 9, pp. 5438–5443 (1996).
- Balankin A. S. The concept of multifractal elasticity. — Physics Letters A, V. 210, pp. 51–59 (1996).
- Balankin A. S. The effect of fracture morphology on the crack mechanics in a brittle material. — International Journal of Fracture, V. 76, pp. R63-R70 (1996).
- Balankin A. S. Mechanics of self-affine cracks: the concept of equivalent traction, path integrals and energy release rate. — Revista Mexicana de Física, V. 42, No. 2, pp. 161–171 (1996).
- Balankin A. S. Quantum statistical approach to dynamic problems of solid mechanics. — Revista Mexicana de Física, V. 41, No. 2, pp. 147–180 (1995).
- Cherepanov G. P., Balankin A. S., Ivanova V. S. Fractal fracture mechanics — a review. — Engineering Fracture Mechanics, V. 51, No. 6, pp. 999–1033 (1995).
- Баланкин А. С. Фрактальная динамика деформируемого твердого тела. // Изв. РАН, Металлы, — 1992. — № 2. — С. 41—51.
- Баланкин А. С. Фрактальная динамика разрушения. // Письма в ЖТФ. — 1991. — Т. 17. № 11. — С. 9—13.
- Баланкин А. С. Квантово-статистический подход в синергетике деформируемых сред. // Письма в ЖТФ. — 1991. — Т. 17, № 14. — С. 96—100.
- Баланкин А. С. Синергетика и механика деформируемого тела. // Письма в ЖТФ. — 1989. — Т. 15, № 22. — С. 15—20.
- Баланкин А. С., Любомудров А. А., Севрюков И. Т. Масштабные эффекты в кинетике ударного разрушения и взрыва твердых тел и проблема моделирования сильно неравновесных процессов. // ЖТФ. — 1989. — Т. 59, № 12. — С. 102—105.

## Награды и премии
- Премия ЮНЕСКО за вклад в развитие науки (2005)
- Премия Мексики в области науки и искусства (2002)
- Премия имени Ромуло Гарса (1996)
- Серебряная Медаль имени Амалии Солорзано де Карденас (2006)
- Золотая Медаль имени Лазаро Карденаса (2005)
- Серебряная Медаль имени Альберта Эйншейна (ЮНЕСКО 2005)
- es:Premio Juchimán de Plata (2009)